# 세상을 여는 아침
세상을 여는 아침 이영은입니다(약칭 세아침)는 대한민국의 라디오 채널 MBC FM4U(전국, 수도권 기준 FM 91.9MHz)에서 매일 아침 6시부터 아침 7시까지 방송되는 아침 정보 전문 라디오 프로그램이다. 단, 이 프로그램은 모두 전국방송이다. 2013년 10월 20일에 방송 10주년을 맞이했고, 2015년 10월 20일에 방송 12주년을 맞이했고, 2018년 10월 20일에 방송 15주년을 맞이했으나, 2023년 10월 20일이 방송 20주년을 맞이했다.

## DJ
- 이영은 아나운서 (여)

### 역대 진행자
- 김완태 (남) : 2003년 10월 20일 ~ 2005년 4월 24일
- 류수민 (여) : 2005년 4월 25일 ~ 2005년 10월 23일
- 서현진 (여) : 2005년 10월 24일 ~ 2007년 10월 14일
- 허일후 (남) : 2007년 10월 15일 ~ 2008년 10월 12일
- 최현정 (여) : 2008년 10월 13일 ~ 2011년 5월 8일
- 이성배 (남) : 2012년 7월 23일 ~ 2012년 10월 21일
- 강다솜 (여) : 2012년 10월 22일 ~ 2013년 9월 1일
- 이진 (여) : 2013년 9월 2일 ~ 2014년 11월 16일
- 이재은 (여) : 2014년 11월 17일 ~ 2018년 2월 4일
- 김초롱 (여) : 2018년 2월 5일 ~ 2020년 5월 10일
- 김정현 (남) : 2020년 5월 11일 ~ 2022년 3월 27일
- 안주희 (여) : 2022년 3월 28일 ~ 2025년 5월 11일
- 이영은 (여) : 2025년 5월 12일 ~ 현재

## 역대 방송시간
| 방송 채널 | 방송 기간                           | 방송 시간                  |
| --------- | ----------------------------------- | -------------------------- |
| MBC FM4U  | 2003년 10월 20일 ~ 2006년 10월 29일 | 매일 오전 5:00 ~ 6:57      |
| MBC FM4U  | 2009년 4월 20일 ~ 2023년 11월 19일  | 매일 오전 5:00 ~ 6:57      |
| MBC FM4U  | 2006년 10월 30일 ~ 2009년 4월 18일  | 월~토요일 오전 5:00 ~ 6:57 |
| MBC FM4U  | 2023년 11월 20일 ~ 현재             | 매일 오전 6:00 ~ 6:57      |

## 코너
매일 코너
- 오늘 일단 출발
- 주디의 미라클 모닝콜

요일 코너
- 월요일 : 새아침 반짝뉴스-14F뉴스레터, 이영은 아나운서
- 화요일 : 내플리스
- 수요일 : 퀴즈! 도망자들
- 목요일 : 평일의 발견-김신지
- 금요일 : 배틀!착플리스-배아량 리포터
- 토요일 : 창인스쿨-고창인 of 슈가볼
- 일요일 : 클래식한 라디오-김기홍(클래식 읽어주는 남자)

## 같이 보기
- 아침 정보
- 이슬기의 상쾌한 아침 (KBS 2라디오, KBS 쿨FM)
- 우리의 아침, 조경아입니다 (KBS 2라디오)
- 굿모닝FM 테이입니다 (MBC FM4U)
- 김용신의 그대와 여는 아침 (CBS 음악FM)